# تیری شارتری

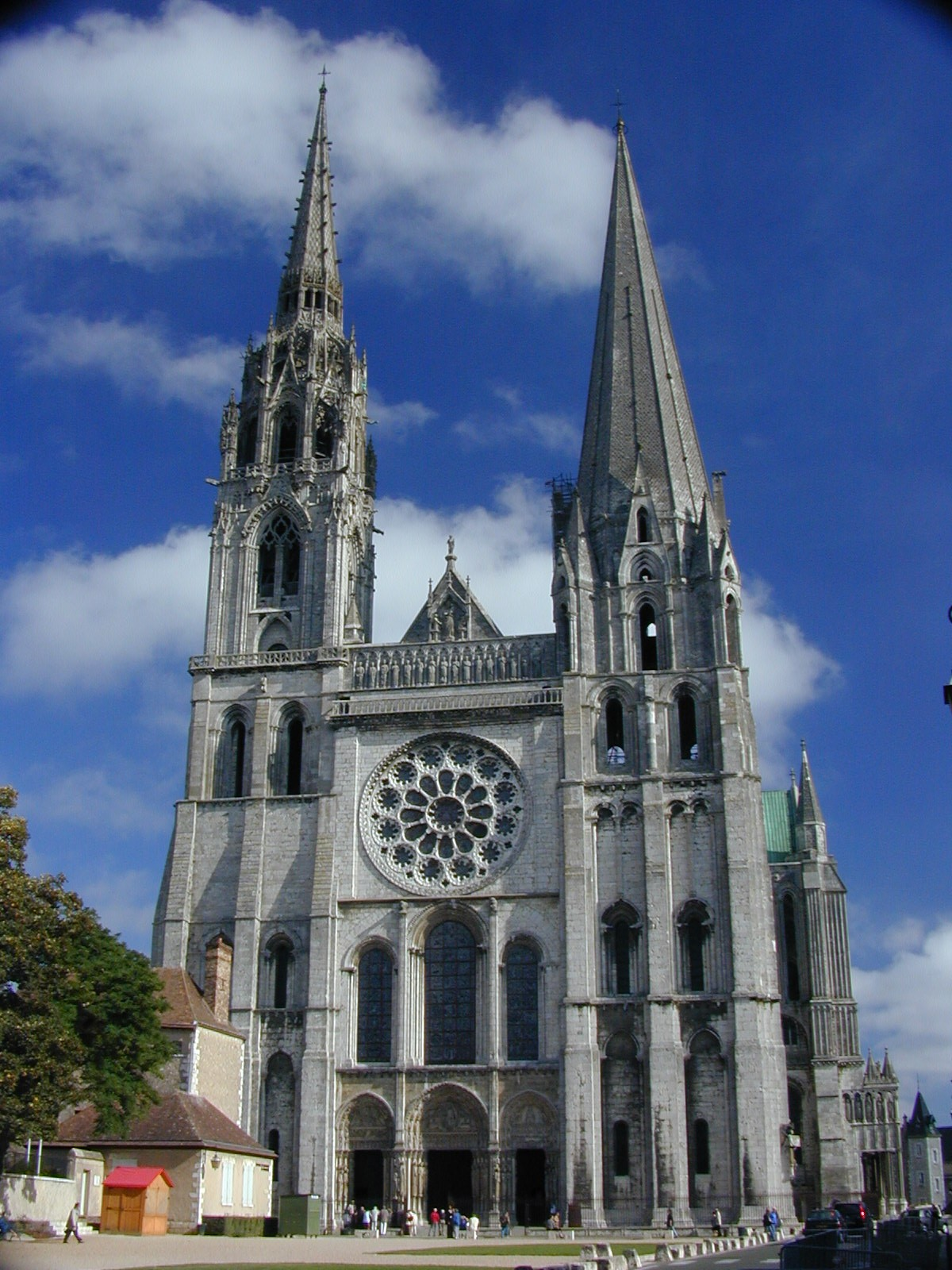
مدرسه کلیسای جامع شارتر

تیری شارتری یا تیری بریتون (انگلیسی: Thierry of Chartres، فیلسوف قرن ۱۲ که در شهر شارتر و پاریس مشغول بود.
مدرسه کلیسای جامع شارتر پیش از پیدایش نخستین دانشگاه در فرانسه، بورسیه تحصیلی می‌داد و از جمله اشخاصی که در این مدرسه بورسیه شدند، تیری بود که تمرکز خود را بر روی تیمائوی افلاطون گذاشته بود. وی پس از سال‌ها تحصیل به‌عنوان صدراعظم شارتر انتخاب شد و جانشین گیلبرت د لا پوره شد که با شهر خود بازگشته بود.